# Mesoxantha
Mesoxantha is een geslacht van vlinders uit de familie Nymphalidae.

## Soorten
Het geslacht is monotypisch (omvat slechts één soort): Mesoxantha ethosea.